# Бельгийская Лотарингия

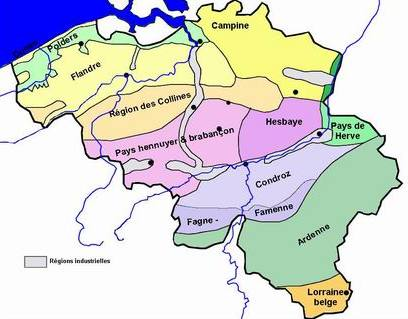
Естественные области Бельгии (Бельгийская Лотарингия (Lorraine belge) на юге)

Бельгийская Лотарингия (фр. Lorraine belge, люкс. Belscht Loutrengen) — область на юге провинции Люксембург Бельгии. Она расположена к югу от плато массива Арденн и состоит из 3 хребтов, разделённых впадинами.
Площадь бельгийской Лотарингии составляет около 1000 км². Она включает в себя 14 коммун — 10 в округе Виртон и 4 в округе Арлон. В области распространены два языка — гомский и люксембургский. По этому признаку она делится на 2 части — романскую (Гом) и немецко-люксембургскую (Арлонские земли).
По территории области протекают реки Маас и её притоки Семуа и Шьер, Рейн и его притоки Зауэр и Альзет.